# Lollapalooza Chile 2014
Lollapalooza Chile 2014 fue la cuarta versión de este conocido festival realizado en dicho país. Se llevó a cabo en el parque O'Higgins de la ciudad de Santiago los días 29 y 30 de marzo de ese año. La cifra final de público según Lotus Producciones fue de alrededor de 160 mil espectadores, alrededor de 80 mil espectadores por día.

## Line up
El line up, que fue lanzado la noche del 4 de noviembre de 2013 —luego de ser pospuesta la fecha de lanzamiento debido a la baja de Depeche Mode del festival y tener que buscar un nuevo headliner—, estuvo compuesto por: Red Hot Chili Peppers, Soundgarden, Arcade Fire, Nine Inch Nails, Pixies, New Order, Phoenix, Vampire Weekend, Imagine Dragons, Jake Bugg, Julian Casablancas, Lorde, Ellie Goulding, Cage the Elephant, Capital Cities, Portugal. The Man, The Bloody Beetroots, Axwell y AFI, entre otros.
| Sábado 29 de marzo  | Sábado 29 de marzo    | Sábado 29 de marzo   | Sábado 29 de marzo | Sábado 29 de marzo   | Sábado 29 de marzo        |
| Coca-Cola Stage     | Claro Stage           | LG G2 Stage          | Paris Stage        | Playstation Stage    | Kidzapalooza              |
| ------------------- | --------------------- | -------------------- | ------------------ | -------------------- | ------------------------- |
| Movimiento Original | Joe Vasconcellos      | Fat Pablo            | Prefiero Fernández | Santobando           | Cantando Aprendo a Hablar |
| Lucybell            | Café Tacuba           | Lance Herbstrong     | Hordatoj           | Nano Stern           | Orixangó                  |
| Cage the Elephant   | Imagine Dragons       | Flume                | Dr. Vena           | Capital Cities       | Mangoré (CCFM)            |
| Ellie Goulding,P!nk | Phoenix               | Baauer               | Nação Zumbi        | Jake Bugg            | 31 minutos                |
| Nine Inch Nails     | Red Hot Chili Peppers | Wolfgang Gartner     | Upa!               | AFI                  |                           |
|                     |                       | The Bloody Beetroots | Onda Vaga          | Francisca Valenzuela |                           |
|                     |                       | Zedd                 |                    | The Wailers          |                           |

| Domingo 30 de marzo | Domingo 30 de marzo            | Domingo 30 de marzo          | Domingo 30 de marzo | Domingo 30 de marzo | Domingo 30 de marzo        |
| Coca-Cola Stage     | Claro Stage                    | LG G2 Stage                  | Paris Stage         | Playstation Stage   | Kidzapalooza               |
| ------------------- | ------------------------------ | ---------------------------- | ------------------- | ------------------- | -------------------------- |
| We Are the Grand    | Hoppo!                         | Alejandro Vivanco            | Rama                | Red Oblivion        | Tikitiklip                 |
| Ana Tijoux          | Portugal. The Man              | Sanfuentes                   | Mistah Dijah        | Natalia Lafourcade  | Natalia Contesse           |
| Johnny Marr         | Julian Casablancas (The Voidz) | Perryetty vs Joachim Garraud | Somos Manhattan     | Inti Illimani       | Power Peralta Dance Studio |
| Vampire Weekend     | Pixies                         | Flux Pavilion                | Niño Cohete         | Savages             | 31 minutos                 |
| Arcade Fire         | Soundgarden                    | Krewella                     | Nicole              | Lorde               |                            |
|                     |                                | Kid Cudi                     |                     | Jovanotti           |                            |
|                     |                                | Axwell                       |                     | New Order           |                            |

## Sideshows
| Artista(s) principal(es)              | Artistas invitados                           | Ubicación              | Fecha       |
| ------------------------------------- | -------------------------------------------- | ---------------------- | ----------- |
| Camila Moreno                         | n/a                                          | Bar Varanasi           | 25 de marzo |
| Lucybell                              | n/a                                          | Teatro La Cúpula       | 27 de marzo |
| Pixies                                | n/a                                          | Teatro La Cúpula       | 28 de marzo |
| Jake Bugg                             | Cristián Araya DJ Mons                       | Club Subterráneo       | 28 de marzo |
| Julian Casablancas                    | Chino Sepúlveda Perry Farrell Baauer         | Club de La Unión       | 28 de marzo |
| Capital Cities                        | Manuel Valderrama Santos                     | Sala Omnium            | 28 de marzo |
| The Wailers y Lance Herbstrong        | Tiano Bless Cruz                             | Centro Cultural Amanda | 28 de marzo |
| Wolfgang Gartner                      | Rodrigo Valdés Sanfuentes Byte               | Suka Club              | 28 de marzo |
| Johnny Marr                           | Fernando Mujica Nene Godoy                   | Sala Omnium            | 29 de marzo |
| The Bloody Beetroots                  | James & Heatfield BassBangerZ Vives y Forero | Suka Club              | 29 de marzo |
| Monsieur Periné                       | n/a                                          | Onaciu                 | 29 de marzo |
| Cage the Elephant y Portugal. The Man | Domingo Sandoval                             | Sala Omnium            | 30 de marzo |

## En búsqueda de la última banda para Kidzapalooza
Auspiciado por Lotus producciones y Coca-Cola Chile, el concurso tenía por objetivo fomentar la participación de los jóvenes de todo Chile entre 14 y 18 años motivándolos a participar junto con su banda por el gran premio de presentarse en el escenario oficial de Kidzapalooza 2014, durante el Festival Lollapalooza Chile 2014.
El ganador sería la última banda que se incorporara al line-up oficial de Lollapalooza Chile 2014.
Para postular, cada banda debió enviar un video casero (sin cortes) de 90 segundos, de 35 mb en formato .mp4, donde aparecieran todos los integrantes tocando y/o cantando. Este video debió ser enviado, junto con los datos de la banda, entre el 24 de octubre y el 22 de diciembre de 2013 para participar.
De aquí se eligieron 24 bandas semifinalistas:
- Tridente
- Konectados K2
- Paramnesia Res
- Indovinello
- Mangoré
- The Tommy's Case
- Neon
- Hidden Alley
- La Loca y los Gatos
- Random Switch
- The Last Night
- Spikers
- Ellos
- Zero Política
- No Sant No Lucy
- Sopaipleto
- Los Masones
- Paula Portal
- Power 9
- The Wallos
- Los Mens
- Hangover
- Axis
- Nano Blues

Estas bandas compitieron el 15 y el 16 de marzo de 2014 hasta elegir a la banda que se presentaría el 29 o el 30 del mismo mes en el escenario de Kidzapalooza 2014, durante el festival Lollapalooza Chile 2014. La banda ganadora fue Mangoré.

## Venta de entradas
Las entradas salieron a la venta el 12 de agosto de 2013, tanto en puntos de ventas físicos que por Internet a través de la página web Puntoticket, con precios (para la versión Early Bird) a partir de 48.000 pesos. 
Según la productora, estas entradas se agotaron en 5 minutos para la compra en línea y en 30 minutos en los puntos de ventas físicos.